# ملعب إليس بارك

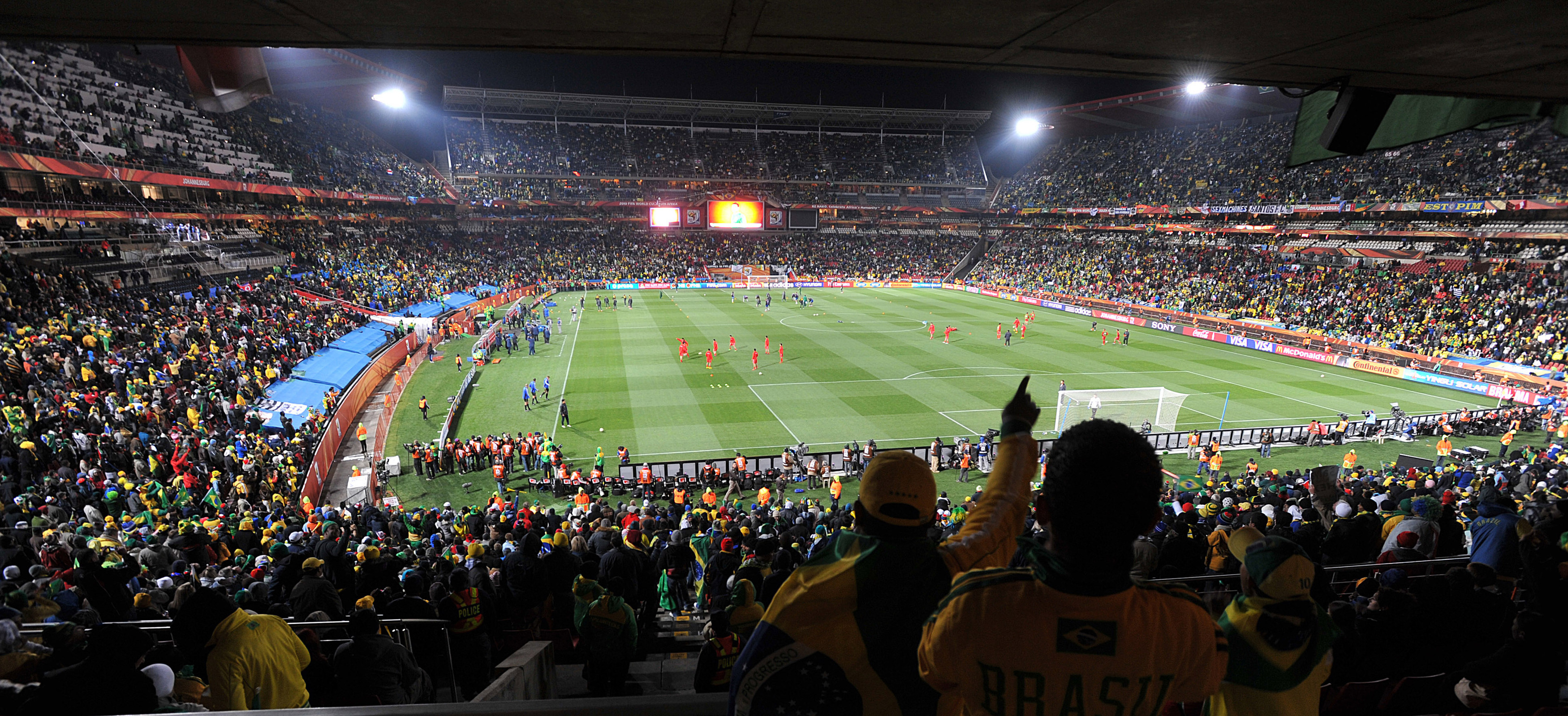
مشهد لمدرجات الجماهير البرازيلية خلال كأس العالم لكرة القدم 2010 في لقاء الدور الأول الذي جمع البرازيل وكوريا الشمالية

ملعب إليس بارك (أو ملعب طيران الإمارات لأسباب الرعاية، وسابقًا ملعب كوكاكولا)، أنشأ في عام 1928، وهو يختص بلعبتي الرغبي وكرة القدم، وسمي نسبة إلى جي دي إليس الذي كان حينها مستشاراً في مدينة جوهانسبرغ ووافق على تخصيص أرض لبناء هذا الملعب الذي احتضن مباريات لرياضتي الرغبي والكريكت، ثم تم هدمه في عام 1982 وأعيد تشييده وبدأت تقام عليه مباريات كرة القدم بجانب الرغبي.

## البطولات

### كأس العالم للرغبي
احتضن هذا الملعب خمسة مباريات من كأس العالم للرغبي 1995 وشاركت في المباريات الخمس منتخبات أيرلندا ونيوزيلندا والويلز وأيرلندا وجنوب أفريقيا وساموا والذي بها جنواب أفريقيا

### كأس العالم للقارات
وفي عام 2009 أقيمت على أرضه خمسة مباريات من بطولة كأس العالم للقارات (كرة قدم) منها مباراة النهائي بين منتخبي الولايات المتحدة الأمريكية والبرازيل، ومباراة نصف النهائي بين البرازيل وجنوب أفريقيا، وسبقهما ثلاثة مباريات من دور المجموعات.

### كأس العالم 2010
يشارك هذا الملعب في استضافة العرس الكروي الأكبر في 2010 حيث تقام فيه خمسة مباريات من دور المجموعات ومباراة ضمن منافسات الدور ثمن النهائي وأخرى في الدور ربع النهائي.